# Bélier anglais
Le bélier anglais est une race de lapin domestique originaire d'Angleterre. Il se caractérise par des oreilles tombantes et particulièrement longues.

## Description
Le bélier anglais est un lapin de taille moyenne qui pèse entre 3,5 et 5,5 kg. Ses oreilles constituent sa principale caractéristique. Elles sont tombantes, ouvertes vers l'avant et ont des extrémités arrondies. Le lapin bélier a été sélectionné pour avoir les oreilles les plus longues possibles, et elles mesurent au moins 58 cm, parfois plus de 65 cm, pour une largeur de 12 cm minimum en leur milieu. Sa fourrure est assez dense, et toutes les couleurs de robe possibles sont admises par le standard. Il a une tête longue et un chanfrein busqué, un corps robuste et allongé, une croupe bien arrondie et une ligne de dos formant une courbe régulière. Un léger fanon peut exister chez la femelle.

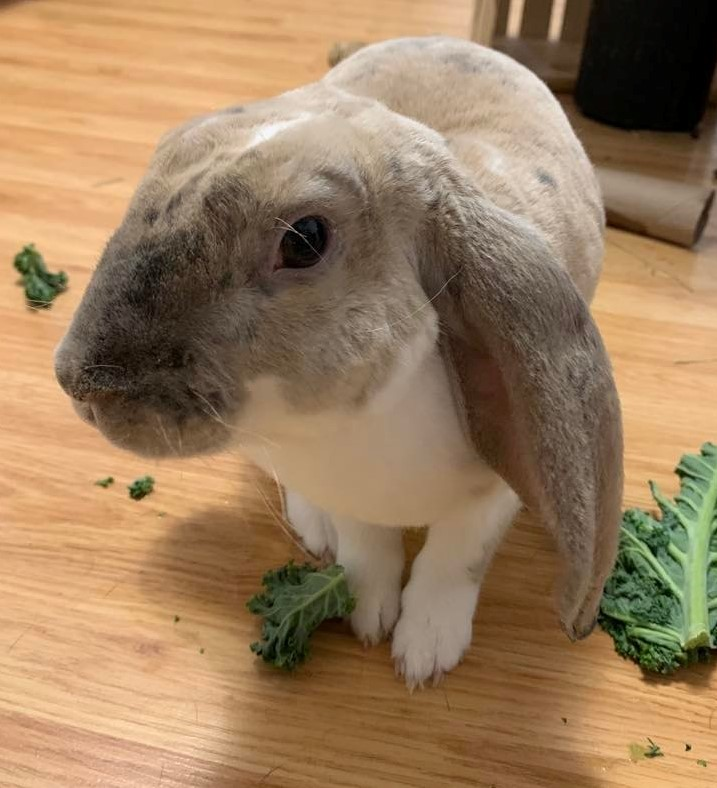
Bélier anglais velours domestiques de 8 mois.